# Die Frauen der Wardins
Die Frauen der Wardins ist ein dreiteiliger Film des Fernsehens der DDR von Michael Englberger und Helmut Krätzig aus dem Jahr 1974. Darin wird von vier Generationen der Brandenburger Bauernfamilie Wardin erzählt und deren Geschichte mit der politischen und gesellschaftlichen Entwicklung Deutschlands verknüpft. Der Film wechselt zwischen einer Rahmenhandlung in der Gegenwart (1970er Jahre) und drei Binnenhandlungen in der Vergangenheit der Familie. Dadurch soll auch verdeutlicht werden, wie sehr sich das Leben der Bauern (und besonders der Bäuerinnen) im LPG-System gegenüber der Zeit der Erbbauernhöfe verbessert hat.

## Handlung

### 1. Teil:Der Kanal
Wolfgang Wardin kehrt vom Landwirtschaftsstudium in sein Heimatdorf Barnekow zurück, um in der dortigen LPG zu arbeiten. Dort werden gerade Entwässerungskanäle angelegt, um eine gezielte Bewässerung zu ermöglichen und die Erträge auf dem sumpfigen Land zu steigern. Diese Melioration wurde zuvor jahrzehntelang vergeblich von den Bauern gefordert. Die Bauleiterin des Projekts, Anne Schlomka, ist sehr ehrgeizig und glaubt, als Frau in ihrem Beruf besonders viel leisten zu müssen, um anerkannt zu werden. Anne und Wolfgang beginnen eine Beziehung miteinander, zum Ärger der für die LPG zuständigen Tierärztin, die ebenfalls an Wolfgang interessiert war. Anne und Wolfgang finden heraus, dass ihre Großmutter und sein Großvater ebenfalls eine Liebesbeziehung hatten, er sie dann aber zugunsten einer besseren Partie sitzenließ. Hier springt der Film etwa 60 Jahre zurück:
Die Gegend um Barnekow wird beherrscht von der Familie des Baron von Braken. Es soll ein Kanal gebaut werden, weil die wachsende Industrie mehr Transportkapazitäten benötigt, und die Bauern versuchen vergeblich, sich gegen den Kanal zu wehren. Der Bauer Gottlieb Wardin begegnet auf seinem Feld drei Landvermessern, die Pfähle in den Boden schlagen. In seiner Wut schlägt er mit einem Pfahl auf einen der Landvermesser ein, der tot zu Boden fällt. Gottlieb muss sieben Jahre ins Gefängnis und übergibt seinen Hof deshalb früher als geplant an seinen Sohn Wilhelm. Zuvor hatte Gottlieb bereits eine Ehe zwischen Wilhelm und Hedwig, der Tochter eines wohlhabenden Bauern, arrangiert. Wilhelm liebt jedoch Anna Schlomka, die Tochter eines landlosen Arbeiters. Wilhelm nimmt Anna auf seinem Hof auf und verspricht ihr die Ehe, womit er sich Feinde im Dorf und in der eigenen Familie macht. Seine Mutter wird schwer krank und stirbt bald. Die Dorfbewohner werfen Anna vor, sie habe sich in die Familie Wardin eingeschlichen und dadurch zum Tod von Wilhelms Mutter beigetragen. Zunächst halten die beiden noch zusammen, doch als zu der Ablehnung der Dorfbewohner noch finanzielle Probleme hinzukommen, kommt es zum Streit zwischen Anna und Wilhelm, der mit Annas Wegzug aus dem Dorf endet. Wilhelm folgt nun doch der Anweisung seines Vaters, heiratet Hedwig, und bei Gottliebs Rückkehr aus dem Gefängnis haben die beiden bereits zwei Kinder.

### 2. Teil:Das Rosenbaumfest
1932: Wilhelm Wardins ältester Sohn Hermann ist als Hoferbe vorgesehen. Er verliebt sich in Lilli, die mit einer Schießbude und einem Karussell auf Jahrmärkten umherzieht. Hermann möchte sie heiraten, sie will jedoch ihre Selbstständigkeit nicht für ein Leben als Bäuerin aufgeben. Wegen des schlechten Rufs, den das „fahrende Volk“ unter den Bauern hat, würde sie für Wilhelm eigentlich nicht als Schwiegertochter in Betracht kommen, wegen ihres Vermögens würde er aber zustimmen. Als sie aber die Bedingung stellt, Wilhelm solle mit dem Tag der Hochzeit den Hof an Hermann abtreten, lehnt Wilhelm ab. Später bereut Hermann, seinem Vater nicht widersprochen zu haben, und merkt, dass der Hof und der damit verbundene familiäre Druck seinem Glück im Weg stehen. Er verlässt die Familie und zieht mit Lilli zum nächsten Jahrmarkt.
Indessen ist Hermanns jüngere Schwester Maria verliebt in den Kommunisten Beetzow. Dieser ist gelernter Schlosser, aber arbeitslos und würde als Schwiegersohn von Wilhelm nicht akzeptiert werden. Als Maria schwanger wird, sollen die beiden doch heiraten, um der Schande eines unehelichen Kindes zu entgehen. Doch dann gibt es, unter Beteiligung von Wilhelms Schwager Adomeit, der den Nationalsozialisten nahesteht, ein Komplott gegen Beetzow: Man versteckt Waffen in seiner Wohnung und behauptet gegenüber der Polizei, er habe die Waffen für einen geplanten Aufstand gesammelt. Als er festgenommen wird, nimmt sich Maria das Leben.

### 3. Teil:Der Schafsberg
1938: Beetzow kehrt nach mehreren Jahren im KZ nach Barnekow zurück. Er kommt zunächst bei Lisa Palicki unter, die früher bei Adomeit als Magd arbeitete und ein uneheliches Kind von diesem hat. Adomeit verspricht ihr seit Jahren, seine Frau Selma (Wilhelm Wardins Schwester) zu verlassen und sie zu heiraten, löst sein Versprechen aber nicht ein, da der Hof Selmas Erbteil ist und er ihn bei einer Scheidung verlieren würde.
Der neue Baron von Braken möchte der Gemeinde eine Wiese abkaufen. Unter der Wiese liegen große Mengen Kies, und durch seine Beziehungen zur Naziregierung weiß nur er, dass dieser bald zum Bau eines Rüstungsbetriebs in der Nähe gebraucht wird. Wilhelm (der inzwischen Bürgermeister ist) und der Gemeinderat zögern jedoch, da die Wiese von den landlosen Kleinbauern als Weide für ihre Schafe und Ziegen genutzt wird.
Da Hermann den Hof verlassen hat, soll nun Wilhelms jüngerer Sohn Walter das Erbe antreten. Dieser verliebt sich in Irmgard, die uneheliche Tochter von Bonicke, einem Freund seines Vaters. Wegen ihrer polnischen Mutter will Wilhelm sie zunächst nicht als Schwiegertochter haben, stimmt dann aber einer Heirat zu. Bonicke hat das Vorkaufsrecht auf eine größere Wiesenfläche und gibt Adomeit sein Wort, auf einen Kauf zu verzichten, damit dieser die Wiesen kaufen und mit Lisa einen neuen Hof gründen kann. Doch dann steht Irmgards Hochzeit an und Bonicke zieht sein Wort zurück, um Irmgard die Wiesen als Mitgift geben zu können. Aus Rache denunziert Adomeit (der inzwischen Ortsbauernführer ist) Bonicke wegen dessen regierungskritischer Bemerkungen und seiner Weigerung, den Hitlergruß zu verwenden. Bonicke wird von der Gestapo festgenommen und Wilhelm ist nun doch gegen die Hochzeit, weil er keinen „Volksfeind“ in der Familie haben will. Walter und Irmgard heiraten trotzdem, und ihr einziger Gast ist Beetzow, weil sonst das ganze Dorf gegen sie ist. Kurz darauf beginnt der Zweite Weltkrieg, Walter muss an die Front und die seit Langem versprochene Melioration wird wieder verschoben.
Als der Film am Ende in die Gegenwart zurückspringt, wird eine neue Bewässerungsanlage gerade in Betrieb genommen. Zwischenzeitlich hatte Anne vor, sich zu einem anderen Bauprojekt versetzen zu lassen, um das Dorf (und Wolfgang) zu verlassen. Nun weiß sie aber, dass sie ihn liebt und bei ihm im Dorf bleiben wird.

## Produktion und Veröffentlichung
Die Frauen der Wardins wurde im DEFA-Studio für Spielfilme in Potsdam-Babelsberg auf ORWO-Color gedreht. Als Schauplätze dienten u. a. verschiedene Dörfer rund um Potsdam. In Fresdorf wurde der Jahrmarkt aus Teil 2 aufgebaut. In Stücken wurde die Dorfstraße und die Dorfkirche Stücken mehrfach als Drehort genutzt. Der Park und das Schloss Genshagen diente als Gutshaus des Barons und seiner Familie. Die Dramaturgie des Films lag in den Händen von Gerhard Jarolim. 
Am 15., 20. und 22. September 1974 wurde die Serie zum ersten Mal im 1. Programm des Fernsehens der DDR ausgestrahlt. 1978 lief er auch im ungarischen Fernsehen.
2013 erschien der Film bei Studio Hamburg Enterprises auf DVD. Dabei erhielten die einzelnen Teile von der Freiwilligen Selbstkontrolle der Filmwirtschaft (FSK) unterschiedliche Altersfreigaben: Teil 1 wurde ohne Altersbeschränkung freigegeben, Teil 2 ab zwölf Jahren und Teil 3 ab sechs Jahren.

## Rezeption
„Helmut Krätzigs DEFA-Dreiteiler über die Familie Wardin ist nicht nur eine Familienchronik, sondern zugleich Lobgesang auf die Errungenschaften des real existierenden Sozialismus in der DDR. Hervorzuheben ist die schauspielerische Leistung der weiblichen Hauptdarstellerin Angelika Waller. In einer Doppelrolle als Anna und Anne Slomka zeigt sie ihre Vielseitigkeit mit der Verkörperung zweier sehr unterschiedlicher Frauen-Figuren.“